# أنثروبولوجيا بيئية
الأنثروبولوجيا البيئية هي التخصص الفرعي ضمن مجال الأنثروبولوجيا الذي يلعب دورًا نشطًا في دراسة العلاقات بين البشر وبيئتهم في نطاق المكان والزمان.

## الفلسفات

### التكييف: البيئة فوق الثقافة
كانت فترة ستينيات القرن العشرين عقدًا متقدمًا للأنثروبولوجيا البيئية، مع انتشار النظريات الوظيفية والنظمية في جميع الأنحاء. يمكن رؤية أساسيات نظريات النظام في عمل مارسيل موس التفاوت الموسمي في الإسكيمو، الذي ترددت أصداؤه لاحقًا في عمل جوليان ستيوارد. رغم أن نظرية النظام قد انُتقدت بقسوة في وقت لاحق بسبب الافتراض على نطاق ضيق أن حالة المجتمعات ثابتة.
كان التركيز الرئيسي لنظريات النظام في الستينيات، كما نقله جوليان ستيوارد، هو الاعتراف بالتكرار، أو الأنماط الثقافية، أو «القوانين». استندت الأنثروبولوجيا البيئية لستيوارد إلى التضاريس، والمناخ، والموارد، وتيسير الوصول إليها لتعريف الثقافة. في حين لاحظت مادية ثقافية مارفن هاريس الوحدات الاجتماعية وقاستها بواسطة إنتاج المواد. ركز كلاهما على الثقافة بصفتها وحدة مرنة للبيئة. إن لسمات الوحدة الاجتماعية (التكنولوجيا، والسياسة، وطرق العيش، وهذا قليل من كثير) قيود تكييفية. من المهم الإشارة إلى أن هذه القيود لا تُعتبر من العوامل المحددة.

### التعددية، والتاريخ، والمنظمات
كان التركيز الجديد للأنثروبولوجيا البيئية هو التباين الثقافي والتعددية. لوحظت الآن عوامل مثل الكوارث البيئية (الفيضانات، والزلازل، والصقيع)، والهجرة، ونسبة التكلفة والفوائد، والتواصل/ المنظمات، والأفكار الخارجية (التجارة/ ازدهار الرأسمالية الكامنة)، بالإضافة إلى التأثير الداخلي، والأساس المنطقي المستقل، والربط المتبادل. استخدم روي إيه. رابابورت، وهوكس، وهيل، وأوكونيل، نظرية بيك في المؤن المثلى.
كان هذا المنظور يستند إلى التوازن العام وانتُقد لعدم تناوله مجموعة متنوعة من الاستجابات التي يمكن أن يحصل عليها الكائن الحي، مثل «الولاء، والتضامن، والألفة، والقدسية» و«الحوافز أو الكوابح» المحتملة في العلاقات مع السلوك. ينوه رابابورت، الذي يشار إليه غالبًا باختزال أساليب دراساته الثقافية، بأن «الوحدة الاجتماعية ليست محددة دائمًا بشكل جيد»، وتظهر خللًا آخر في هذا المنظور، وتشوش على جوانب التحليل والمصطلحات المحددة.